# Bouleutes
Cet article court présente un sujet plus développé dans : Démocratie athénienne.
Les bouleutes sont les membres d'un conseil de l'Athènes antique : la Boulè. Ils étaient désignés par l'Ecclésia. Renouvelés chaque prytanie (35 jours), ces magistrats étaient responsables de la préparation des lois et assistaient les stratèges dans leur fonction. Chaque tribu envoyait 50 bouleutes, ce qui portait leur nombre total à 500. Ils siégeaient au Bouleutérion, sur l'Agora. 